# Franz-Josef Sehr
Franz-Josef Sehr (né le 27 octobre 1951 à Obertiefenbach, Hesse) est un historien, pompier volontaire allemand et un responsable des pompiers,

## Carrière
Sehr est le fils de l'agriculteur et maître forestier Franz Sehr et de son épouse Rosa. Il étudie à l'école primaire d'Obertiefenbach jusqu'en 1966, puis l'école professionnelle commerciale de deux ans de Limbourg avec un certificat de fin d'études secondaires. Il complète ensuite sa formation d'employé industriel à Limbourg en 1970. Après son service militaire de base dans la Bundeswehr à Diez, il suit une formation de comptable et réussit le test d'aptitude de formateur. Au cours de sa carrière professionnelle au sein des entreprises Philips Deutschland et Black & Decker à Idstein, Lekkerland (de) ainsi qu'au diocèse de Limbourg, Sehr est chef de service dans les domaines du contrôle de gestion, de la trésorerie et de la comptabilité au cours des 25 dernières années de son activité professionnelle. Il est le chef de projet responsable de la conversion du système comptable de l'Ordinariat épiscopal de la comptabilité caméralistique à la comptabilité en partie double (tenue de livre) début 2003.
Sehr est mariée au pasteur d'urgence Hedi Sehr (de) depuis septembre 1973 et a deux filles et un fils. Il est catholique romain

## Pompier
À l'âge de 16 ans, Sehr rejoint les pompiers volontaires (de) (FF) d'Obertiefenbach, en tant que secouriste et porteur d'équipement de protection respiratoire jusqu'à ce qu'il atteigne l'âge de la retraite en 2016. Dans ce service d'incendie, Sehr continue à travailler sans interruption au sein du conseil d'administration et du comité du service d'incendie dans diverses fonctions depuis 1969. Il y travaille comme chef militaire et président. Il suir de nombreux cours à l'École d'État des pompiers de Hesse (de) à Cassel et Marbourg-Cappel ainsi qu'à l'Académie fédérale de gestion des crises, de planification d'urgence et de protection civile (de) de Bad Neuenahr-Ahrweiler. De 1987 à 2001, il est responsable de la protection contre les incendies et de l'assistance générale au niveau communautaire en tant qu'inspecteur des incendies communautaire bénévole ou chef des pompiers locaux (de) pour la commune de Beselich ou en tant qu'adjoint, et pendant cinq ans en tant que pompier communautaire pour les jeunes.
En 1995, il est nommé inspecteur adjoint honoraire des incendies du comité de l'arrondissement de Limbourg-Weilbourg. Il accomplit cette tâche jusqu'à l'âge de 60 ans. Depuis 1984, Sehr travaille comme arbitre pour les exercices de formation des pompiers au niveau de l'arrondissement, de la région et de l'État et depuis 1996 comme formateur pour les services d'incendie de l'arrondissement.
De 2001 à 2017, Sehr travaille comme porte-parole et secrétaire de presse au sein de l'Association des pompiers de Nassau (de) et est ensuite nommé membre honoraire. Depuis 1989, il est représenté au sein des commissions spécialisées de l'association des pompiers de l'État de Hesse (de). En tant que président de l'association d'arrondissement, il est membre du comité national des pompiers de 2002 à 2011

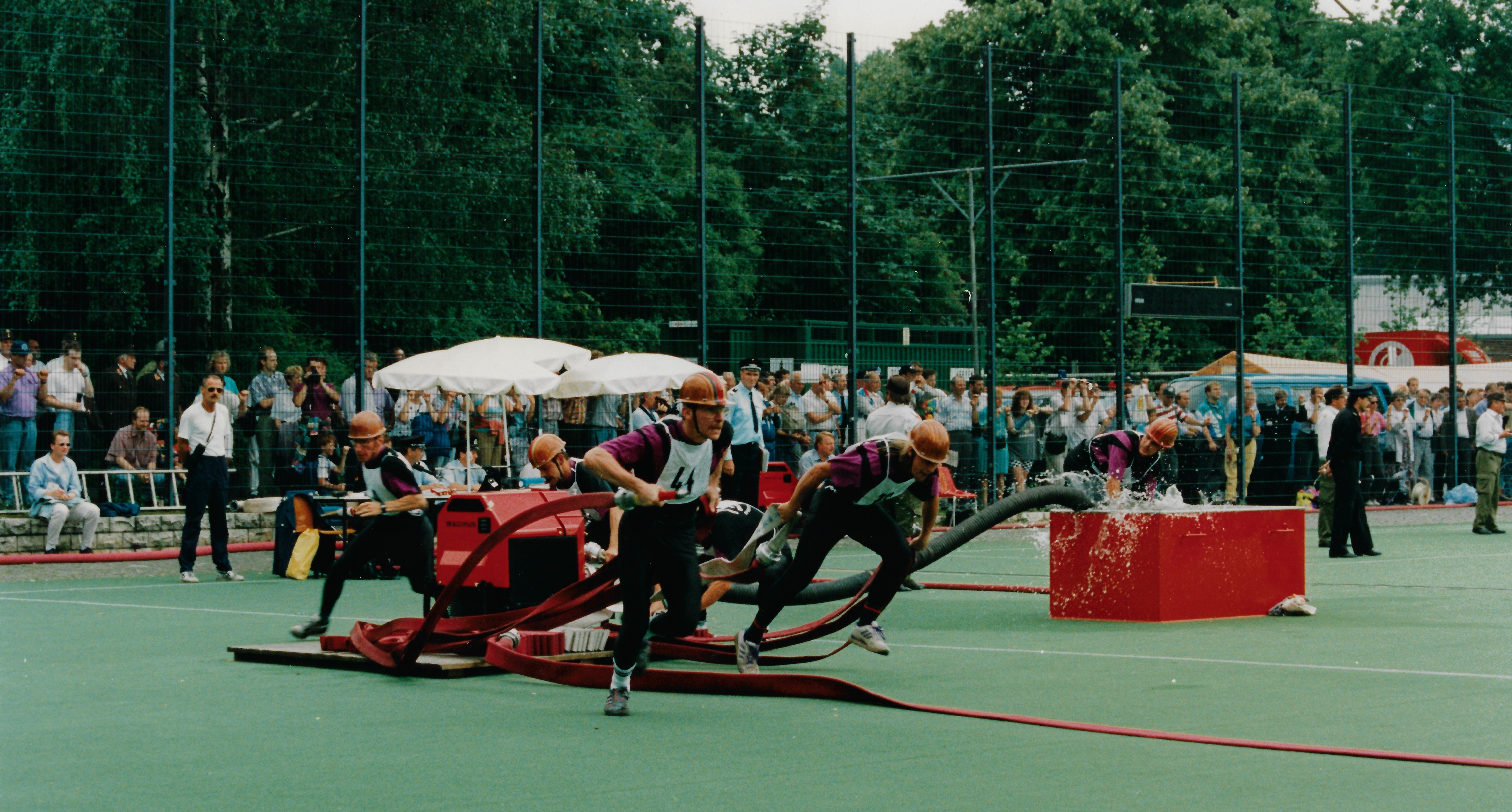
Berlin 1993 : 10e concours sportif international des sapeurs-pompiers, discipline incendie FF - vainqueur : équipe FF Beselich-Obertiefenbach avec Sehr

En tant que chef des pompiers de la FF Beselich-Obertiefenbach, Sehr est à trois reprises l'initiateur de la participation de son service d'incendie aux Jeux olympiques des pompiers organisés par l'Association mondiale des pompiers CTIF (de). Il est également compétiteur, entraîneur et chef d'équipe de l'équipe de compétition sportive des pompiers. Aux Concours internationaux (de) organisés à Varsovie (Pologne) en juillet 1989, Sehr et son équipe prennent la troisième place dans la discipline « attaque contre les incendies » du concours sportif des sapeurs-pompiers de la CTIF. Aux Championnats du monde qui ont lieu à Berlin en juillet 1993, Sehr gagne avec les pompiers volontaires désignés par l'association allemande des pompiers (de) dans la discipline « attaque contre les incendies » avec un nouveau temps record de 36,93s et remporte la médaille d'or du concours sportif des sapeurs-pompiers de la CTIF avec Sehr. Ces événements majeurs, qui ont lieu tous les quatre ans, donnent lieu à des rencontres intensives avec les pompiers au niveau international (exemple Autriche, Pologne, ex-RDA), qui sont maintenues depuis

## Politique
Lors des élections locales de Hesse en mars 2021, Sehr est élu au conseil municipal de la commune de Beselich. Il est membre du groupe parlementaire SPD depuis 1977 et est élu président de la commission de la jeunesse, des seniors, des affaires sociales, des sports et de la culture en juin 2021.

## Divers
Dans le milieu syndical, Sehr s'engage dans les années 1970 en faveur des droits des jeunes et des stagiaires en tant que représentant de la jeunesse au niveau de l'entreprise et de l'entreprise. Depuis sa création en 2007, il est membre du conseil consultatif de la fondation Caisse d'épargne de l'arrondissement (de) et membre du conseil consultatif d'une banque paroissiale. Pendant huit ans, il travaille comme correspondant des campagnes de l'organisation environnementale Greenpeace. En outre, Sehr écrit de nombreux articles sur des événements et des sujets sur les pompiers, l'église et l'histoire locale dans diverses publications
Très impliqué dans le secteur ecclésial. Après avoir travaillé comme enfant de chœur et appartenu au Jungschar (de) et à la Communauté catholique des jeunes (de) (KjG), il défend les intérêts des paroisses catholiques « Saint-Égide (de) » d'Obertiefenbach et « Saint-Jean-Népomucène ” d'Hadamar et rejoint le conseil d'administration grâce à son travail bénévole depuis 2003. En 2012, Sehr est également l'un des principaux membres fondateurs de la fondation ecclésiale légale Chapelle de pèlerinage Notre-Dame-de-Bon-Secours de Beselich (de), dont il est depuis membre du conseil d'administration et en est le président élu depuis mars 2018.
Il est membre du conseil d'administration de l'Organisation catholique des hommes depuis mars 2012 et dirige la  (de) (musée d'histoire locale) situé dans l'ancienne école (de), qui traite de l'histoire, de la tradition et de la culture de la commune de Beselich. Il est également vice-président de l'association d'aide ELIKIA-KONGO, qu'il cofonde en 2015
Sehr est membre de longue date de nombreuses associations locales et de plusieurs pompiers volontaires, de l'association de l'arrondissement de la Haute-Lahn de la Croix-Rouge allemande (DRK) (dont la Croix-Rouge allemande de la jeunesse (de) (JRK), plus de 225 dons de sang effectués),, la Société allemande de sauvetage (DLRG) et des groupes religieux.

## Honneurs (sélection)

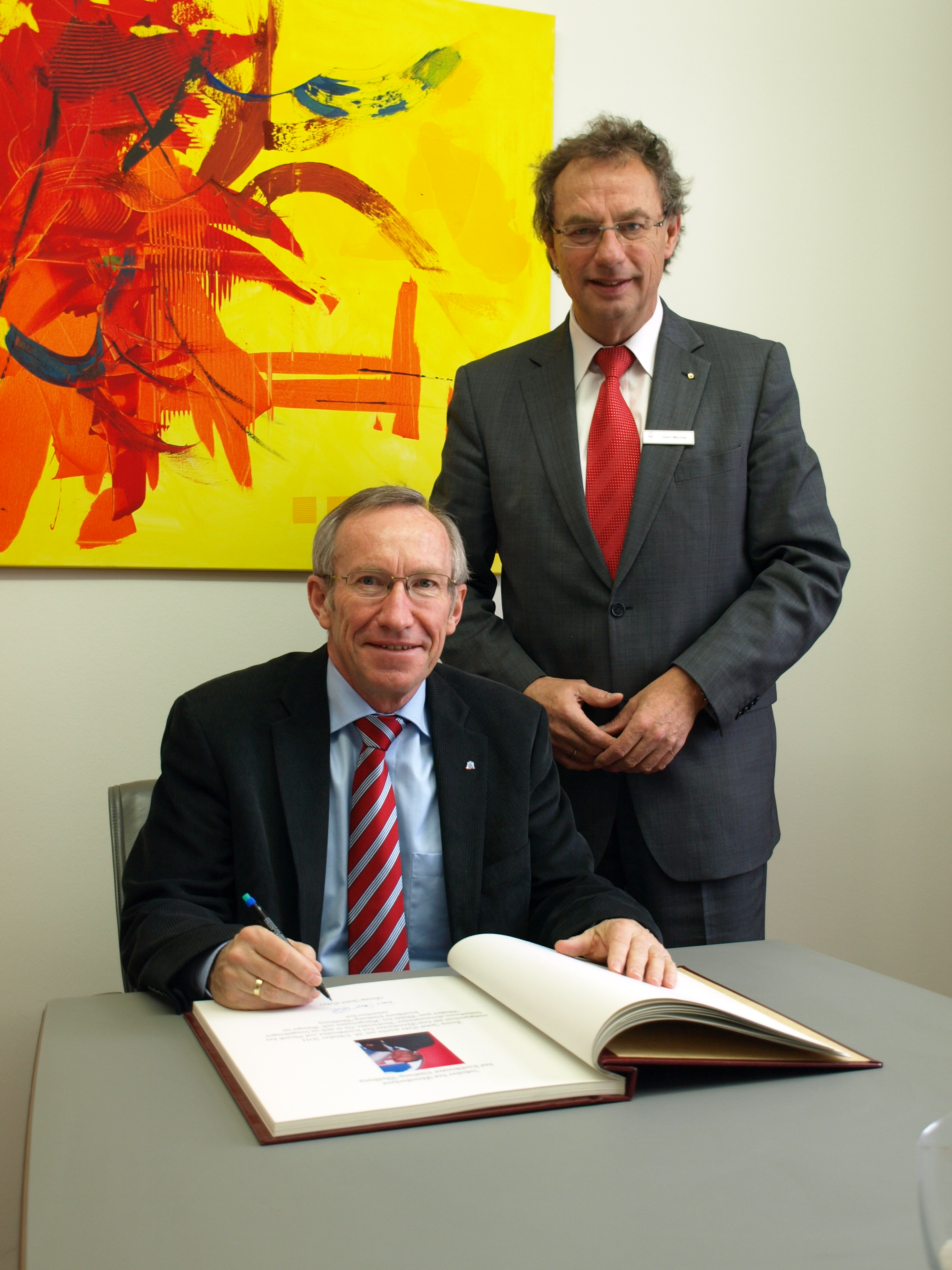
Inscription au Livre d'Or de l'arrondissement de Limbourg-Weilburg - en grande collaboration avec l'administrateur d'arrondissement Manfred Michel

- 1987 : Médaille de l'Association polonaise des pompiers pour la coopération internationale
- 1988 : Plaque d'or des pompiers du Sussex de l'Est, Grande-Bretagne
- 1995 : Lettre d'honneur de l'État de Hesse (de)
- 2001 : Médaille d'honneur de l'Association des pompiers de Nassau (de) en or
- 2005 : Croix d'honneur des pompiers allemands (de) en or
- 2008 : Médaille d'honneur de la protection contre les incendies de l'État de Hesse sur ruban (de) en or
- 2011 : Médaille d'argent de protection contre les incendies de l'État de Hesse en tant que croix « version spéciale »
- 2011 : Coupe d'honneur de l'arrondissement de Limbourg-Weilbourg
- 2012 : Médaille de la Conférence épiscopale tchèque
- 2015 : Croix fédérale du Mérite sur ruban[2]
- 2015 : Insigne d'honneur en argent de l'Association allemande des pompiers (de)
- 2016 : Médaille d'honneur des musiciens des pompiers de Hesse (de) en argent pour services spéciaux
- 2017 : Croix d'honneur de l'Association des pompiers de Nassau (de) en or
- 2022 : Médaille du Mérite des pompiers en argent du district de Vöcklabruck (Autriche)

## Publications
- Compilation des publications de Franz-Josef Sehr dans le système d'information des bibliothèques de Hesse (HeBIS)